# Хлєбніков Борис Ігорович
Борис Ігорович Хлєбніков (рос. Борис Игоревич Хлебников; нар. 28 серпня 1972, Москва, Російська РФСР) — російський кінорежисер і сценарист. Лауреат російських і міжнародних кінопремій та фестивалів.

## Життєпис
Навчався на кінознавчому факультеті ВДІКу. 
Режисер двох короткометражних фільмів (спільно з Олексієм Попогребським).
Дебютував в повнометражному кіно з фільмом  «Коктебель» (2003, спільно з Олексієм Попогребським). 
В 2006 зняв фільм «Вільне плавання», за який на фестивалі «Кінотавр» у Сочі отримав приз за режисуру, а також дві російські національних премії кінокритики і кінопреси «Білий слон» — за фільм і режисуру.
У 2010 році став одним із засновників російського «КіноСоюзу» і до першого з'їзду був його головою.
Нова кіноробота режисера «Аритмія» (2017) удостоєна ряд міжнародних призів в різних номінаціях.

## Громадська позиція
У березні 2014 підписав лист російського «Союзу кінематографістів і професійних кінематографічних організацій і об'єднань Росії» своїм колегам з України, що засуджує російську військову інтервенцію в Україну.
У 2018 підтримав звернення Європейської кіноакадемії на захист ув'язненого у Росії українського режисера Олега Сенцова.

## Фестивалі та премії
- 2003 — КФ «Вікно в Європу» у Виборзі: Приз за найкращий дебют (2003 «Коктебель»)
- 2003 — МКФ в Карлових Варах: Приз «Свобода» (премія «Філіп Морріс») (2003 «Коктебель»)
- 2003 — Московський міжнародний кінофестиваль: Спеціальний приз журі «Срібний Георгій», Спеціальна згадка журі FIPRESCI, Диплом журі російської критики (2003 «Коктебель»)[6]
- 2003 — МФ фільмів про права людини «Сталкер» в Москві: Приз за драматургію імені В. Фріда (2003 «Коктебель»)
- 2004 — МКФ Cinemanila на Філіппінах: Гран-прі журі (2003 «Коктебель»)
- 2004 — МКФ goEast в Вісбадені: Головний приз «Золота лілія» (2003 «Коктебель»)
- 2004 — МКФ в Берліні: Участь в Програмі «Forum» (2003 «Коктебель»)
- 2004 — МКФ в Брюсселі: Спеціальний приз (2003 «Коктебель»)
- 2004 — МКФ в Каннах: Приз FIPRESCI «Відкриття року» (2003 «Коктебель»)
- 2006 — КФ «Вікно в Європу»: Приз фонду Андрія Тарковського (2006 «Вільне плавання»)
- 2006 — МКФ у Варшаві: Гран-прі конкурсу фільмів Центральної та Східної Європи (2006 «Вільне плавання»)
- 2006 — ВРКФ «Кінотавр» в Сочі: Приз за режисуру (2006 «Вільне плавання»)
- 2006 — Премія «Білий слон» Гільдії кінознавців і кінокритиків Росії: За найкращий фільм (2006 «Вільне плавання»)
- 2006 — Премія «Білий слон» Гільдії кінознавців і кінокритиків Росії: За найкращу режисерську роботу (2006 «Вільне плавання»)
- 2009 — МКФ у Венеції: Участь в програмі «Горизонти» (2009 «Коротке замикання»)
- 2009 — Берлінський міжнародний кінофестиваль: Участь в Програмі «Forum» (2009 «Божевільна допомога»)
- 2009 — Московський міжнародний кінофестиваль: Приз журі Федерації кіноклубів Росії за найкращий фільм з Російської програми (2009 «Божевільна допомога»)
- 2009 — МФ фільмів про права людини «Сталкер» в Москві: Приз Посольства Канади в Росії (2009 «Божевільна допомога»)
- 2009 — Фестиваль російських фільмів «Супутник над Польщею» у Варшаві: Участь в Основному конкурсі (2009 «Божевільна допомога»)
- 2017 — XXVIII ВРКФ «Кінотавр» в Сочі: Гран прі фестивалю і приз глядацьких симпатій (2017 «Аритмія»)[7]
- 2017 — 2-й Уральський відкритий фестиваль російського кіно: Гран прі фестивалю (2017 «Аритмія»)[8]
- 2017 — 25-й фестиваль російського кіно в Онфлері: Гран-прі фестивалю і Приз публіки (2017 «Аритмія»)[9]
- та інші...

## Фільмографія

### Режисер-постановник
- (рос.)«Мимоход» (1997, док. фільм, у співавт. з О. Попогребським)
- «Хитра жаба» (2000, к/м, у співавт. з О. Попогребським)
- «Коктебель» (2003, у співавт. з О. Попогребським)
- «Вільне плавання» (2006)
- «Поїхав» (2006, док. фільм, у співавт.)
- «Божевільна допомога» (2009)
- «Черчілль» (2009, т/с, «Смертельна роль» (фільм 9)
- «Коротке замикання» (2009, кіноальманах — новела «Ганьба»)
- «Поки ніч не розлучить» (2012)
- «Довге щасливе життя» (2013)
- «Аритмія» (2017)
- «Звичайна жінка» (2018)
- «Шторм» (2019)

### Сценарист
- «Коктебель» (2003, у співавт. з О. Попогребським)
- «Вільне плавання» (2006, у співавт.)
- «Божевільна допомога» (2009)
- «Коротке замикання» (2009, кіноальманах — новела «Ганьба», у співавт.)
- «Без свідків» (2012, телесеріал, 1-й сезон, у співавт.)
- «Довге щасливе життя» (2013, у співавт.)
- «Стурбовані, або Любов зла» (2016, телесеріал)
- «Аритмія» (2017, у співавт.)
- «Серце світу» (2018)

### Продюсер
- «Любов на районі» (2008, т/с, у співавт.)
- «Здорово і вічно» (2014, док. фільм)
- «Виживші»

### Актор
- «Два дні» (2011, кінорежисер)